# K-League Classic de 2014
A K-League Classic de 2014 foi a 32º edição da principal divisão de futebol na Coreia do Sul, a K-League. A liga começou em fevereiro e terminou em dezembro de 2014. 
Doze times participaram da liga. O Jeonbuk Hyundai Motors foi o campeão pela terceira vez.